# Primera División de México (Clausura 2009)
Rozgrywki Clausury 2009 były 120 sezonem w historii ligi meksykańskiej, a 80 sezonem w historii profesjonalnej ligi meksykańskiej. Tytułu mistrzowskiego broniła Toluca. Rozgrywki były toczone fazą grupową i play-offami.

## Zespoły
W Clausurze 2009 występowało 18 drużyn, takich samych jak w poprzednim sezonie (degradacje i awanse odbywają się po zakończeniu Clausur). Zwycięzca play-offów - UNAM Pumas - został mistrzem Meksyku w piłce nożnej. Z ligi spadła za to Necaxa.
Drużyny biorące udział w Clausurze 2009 (w nawiasie miasto z siedzibą klubu):
- Club América (m. Meksyk)
- Atlante FC (Cancún)
- Club Atlas (Guadalajara)
- Cruz Azul (m. Meksyk)
- C.D. Chivas (Guadalajara)
- Indios de Ciudad Juárez (Ciudad Juárez)
- Jaguares de Chiapas (Tuxtla Gutiérrez)
- Monarcas Morelia (Morelia)
- C.F. Monterrey (Monterrey)
- Club Necaxa (Aguascalientes)
- C.F. Pachuca (Pachuca)
- Puebla F.C. (Puebla)
- San Luis F.C. (San Luis Potosí)
- Club Santos Laguna (Torreón)
- Tecos UAG (Guadalajara)
- Tigres UANL (Monterrey)
- Deportivo Toluca F.C. (Toluca)
- UNAM Pumas (m. Meksyk)

## Generalna tabela
| Miejsce | Zespół        | M  | Z  | R | P | B+ | B- | +/- | Pkt. |
| ------- | ------------- | -- | -- | - | - | -- | -- | --- | ---- |
| 1       | Pachuca       | 17 | 11 | 3 | 3 | 42 | 23 | +19 | 36   |
| 2       | Toluca        | 17 | 10 | 6 | 1 | 34 | 19 | +15 | 36   |
| 3       | UNAM Pumas    | 17 | 8  | 4 | 5 | 23 | 17 | +6  | 28   |
| 4       | Monterrey     | 17 | 7  | 5 | 5 | 28 | 22 | +6  | 26   |
| 5       | Puebla        | 17 | 7  | 5 | 5 | 21 | 24 | -3  | 26   |
| 6       | Tecos UAG     | 17 | 6  | 7 | 4 | 21 | 17 | +4  | 25   |
| 7       | Indios        | 17 | 5  | 8 | 4 | 21 | 22 | -1  | 23   |
| 8       | Club América  | 17 | 6  | 5 | 6 | 25 | 27 | -2  | 23   |
| 9       | Santos Laguna | 17 | 5  | 7 | 5 | 25 | 20 | +5  | 22   |
| 10      | Morelia       | 17 | 5  | 7 | 5 | 19 | 20 | -1  | 22   |
| 11      | Chivas        | 17 | 5  | 6 | 6 | 21 | 20 | +1  | 21   |
| 12      | Jaguares      | 17 | 5  | 6 | 6 | 22 | 24 | -2  | 21   |
| 13      | Atlas         | 17 | 5  | 6 | 6 | 22 | 29 | -7  | 21   |
| 14      | Atlante       | 17 | 3  | 8 | 6 | 18 | 21 | -3  | 17   |
| 15      | San Luis      | 17 | 4  | 5 | 8 | 21 | 27 | -6  | 17   |
| 16      | Tigres UANL   | 17 | 2  | 8 | 7 | 15 | 26 | -11 | 14   |
| 17      | Necaxa        | 17 | 3  | 5 | 9 | 17 | 30 | -13 | 14   |
| 18      | Cruz Azul     | 17 | 2  | 7 | 8 | 26 | 33 | -7  | 13   |

## Faza grupowa
Dwie najlepsze zespoły z każdej grupy oraz dwie najlepsze drużyny w generalnej tabeli, a nie awansowane poprzez zajęcie dwóch najwyższych miejsc w swoich grupach są kwalifikowane do fazy play-off.

### Grupa 1
| Zespół        | M  | Z  | R | P | B+ | B- | +/- | Pkt. |
| ------------- | -- | -- | - | - | -- | -- | --- | ---- |
| Pachuca       | 17 | 11 | 3 | 3 | 42 | 23 | +19 | 36   |
| Monterrey     | 17 | 7  | 5 | 5 | 28 | 22 | +6  | 26   |
| Puebla        | 17 | 7  | 5 | 5 | 21 | 24 | -3  | 26   |
| Indios        | 17 | 5  | 8 | 4 | 21 | 22 | -1  | 23   |
| Santos Laguna | 17 | 5  | 7 | 5 | 25 | 20 | +5  | 22   |
| Atlante       | 17 | 3  | 8 | 6 | 18 | 21 | -3  | 17   |

### Grupa 2
| Zespół       | M  | Z | R | P | B+ | B- | +/- | Pkt. |
| ------------ | -- | - | - | - | -- | -- | --- | ---- |
| UNAM Pumas   | 17 | 8 | 4 | 5 | 23 | 17 | +6  | 28   |
| Tecos UAG    | 17 | 6 | 7 | 4 | 21 | 17 | +4  | 25   |
| Club América | 17 | 6 | 5 | 6 | 25 | 27 | -2  | 23   |
| Morelia      | 17 | 5 | 7 | 5 | 19 | 20 | -1  | 22   |
| Chivas       | 17 | 5 | 6 | 6 | 21 | 20 | +1  | 21   |
| Cruz Azul    | 17 | 2 | 7 | 8 | 26 | 33 | -7  | 13   |

### Grupa 3
| Zespół      | M  | Z  | R | P | B+ | B- | +/- | Pkt. |
| ----------- | -- | -- | - | - | -- | -- | --- | ---- |
| Toluca      | 17 | 10 | 6 | 1 | 34 | 19 | +15 | 36   |
| Jaguares    | 17 | 5  | 6 | 6 | 22 | 24 | -2  | 21   |
| Atlas       | 17 | 5  | 6 | 6 | 22 | 29 | -7  | 21   |
| San Luis    | 17 | 4  | 5 | 8 | 21 | 27 | -6  | 17   |
| Tigres UANL | 17 | 2  | 8 | 7 | 15 | 26 | -11 | 14   |
| Necaxa      | 17 | 3  | 5 | 9 | 17 | 30 | -13 | 14   |

## Liguilla
Faza play-off (pucharowa), czyli inaczej Liguilla, wyłania zwycięzcę rozgrywek. Spotkania są rozgrywane dwumeczami. Mistrzem Meksyku zostaje triumfator dwumeczu finałowego, a drugi finalista - wicemistrzem.
|  | Ćwierćfinały | Ćwierćfinały | Ćwierćfinały | Ćwierćfinały | Ćwierćfinały |   |            | Półfinały | Półfinały | Półfinały | Półfinały | Półfinały |  |  | Finał | Finał   | Finał | Finał | Finał |
|  |              |              |              |              |              |   |            |           |           |           |           |           |  |  |       |         |       |       |       |
|  |              | Pachuca      | 3            | 2            | 5            |   |            |           |           |           |           |           |  |  |       |         |       |       |       |
|  |              | Jaguares     | 1            | 0            | 1            |   |            |           |           |           |           |           |  |  |       |         |       |       |       |
|  |              | Jaguares     | 1            | 0            | 1            |   | Pachuca    | 2         | 2         | 4         |           |           |  |  |       |         |       |       |       |
|  |              |              |              |              |              |   | Pachuca    | 2         | 2         | 4         |           |           |  |  |       |         |       |       |       |
|  |              |              | Indios       | 0            | 3            | 3 |            |           |           |           |           |           |  |  |       |         |       |       |       |
|  |              | Toluca       | Indios       | 0            | 3            | 3 | 0          | 0         | 0         |           |           |           |  |  |       |         |       |       |       |
|  |              | Toluca       |              |              |              |   | 0          | 0         | 0         |           |           |           |  |  |       |         |       |       |       |
|  |              | Indios       | 1            | 0            | 1            |   |            |           |           |           |           |           |  |  |       |         |       |       |       |
|  |              |              |              |              |              |   |            |           |           |           |           |           |  |  |       | Pachuca | 0     | 2     | 2     |
|  |              |              |              | UNAM Pumas   | 1            | 2 | 3          |           |           |           |           |           |  |  |       |         |       |       |       |
|  |              | UNAM Pumas   | 0            | 3            | 3            |   |            |           |           |           |           |           |  |  |       |         |       |       |       |
|  |              | Tecos UAG    | 2            | 0            | 2            |   |            |           |           |           |           |           |  |  |       |         |       |       |       |
|  |              | Tecos UAG    | 2            | 0            | 2            |   | UNAM Pumas | 2         | 1         | 3         |           |           |  |  |       |         |       |       |       |
|  |              |              |              |              |              |   | UNAM Pumas | 2         | 1         | 3         |           |           |  |  |       |         |       |       |       |
|  |              |              | Puebla       | 1            | 2            | 3 |            |           |           |           |           |           |  |  |       |         |       |       |       |
|  |              | Monterrey    | Puebla       | 1            | 2            | 3 | 1          | 2         | 3         |           |           |           |  |  |       |         |       |       |       |
|  |              | Monterrey    |              |              |              |   | 1          | 2         | 3         |           |           |           |  |  |       |         |       |       |       |
|  |              | Puebla       | 3            | 2            | 5            |   |            |           |           |           |           |           |  |  |       |         |       |       |       |

### Ćwierćfinały

#### Pachuca - Jaguares
| 14 maja 2009 17:00 EDT | Jaguares · Neri Cardozo 39' | 1:3(1:2) | Pachuca · Paul Aguilar 3' · José Francisco Torres 21' · Gilberto Mora 87' (sam.) | Estadio Víctor Manuel Reyna, Tuxtla Gutiérrez Sędzia: Erim Ramírez Ulloa |
|                        |                             |          |                                                                                  |                                                                          |

| 17 maja 2009 18:00 EDT | Pachuca · Gabriel Caballero 45' · Christian Giménez 50' | 2:0(1:0) | Jaguares de Chiapas | Estadio Hidalgo, Pachuca Sędzia: Armando Archundia Téllez |
|                        |                                                         |          |                     |                                                           |

#### Indios - Toluca
| 14 maja 2009 19:00 EDT | Indios · Manuel Pérez Flores 56' (k.) | 1:0(0:0) | Toluca | Estadio Olímpico Benito Juárez, Ciudad Juárez Sędzia: Ricardo Arellano Nieves |
|                        |                                       |          |        |                                                                               |

| 17 maja 2009 12:00 EDT | Toluca | 0:0(0:0) | Indios | Estadio Nemesio Díez, Toluca Sędzia: Marco Antonio Rodríguez |
|                        |        |          |        |                                                              |

#### UNAM Pumas - Tecos UAG
| 13 maja 2009 19:00 EDT | Tecos UAG · Carlos Adrián Morales 50' · Rodrigo Ruiz 86' (k.) | 2:0(0:0) | UNAM Pumas | Estadio Tres de Marzo, Zapopan Sędzia: José Alfredo Peñaloza |
|                        |                                                               |          |            |                                                              |

| 16 maja 2009 17:00 EDT | UNAM Pumas · Dante López 46' · Francisco Palencia 85' · David Toledo 90' | 3:0(0:0) | Tecos UAG | Estadio Olímpico Universitario, m. Meksyk Sędzia: Mauricio Rafael Morales |
|                        |                                                                          |          |           |                                                                           |

#### Puebla - Monterrey
| 13 maja 2009 21:00 EDT | Puebla · Gerardo Galindo 4' (sam.) · Alejandro Acosta 6' · Sergio Pérez 56' | 3:1(2:0) | Monterrey · Humberto Suazo 48' | Estadio Cuauhtémoc, Puebla Sędzia: Jaime Herrera Garduño |
|                        |                                                                             |          |                                |                                                          |

| 16 maja 2009 19:00 EDT | Monterrey · William Paredes 58' · Darío Carreño 77' | 2:2(0:1) | Puebla · Alejandro Acosta 14' · Orlando Rincón 56' | Estadio Tecnológico, Monterrey Sędzia: Roberto García Orozco |
|                        |                                                     |          |                                                    |                                                              |

### Półfinały

#### Pachuca - Indios
| 21 maja 2009 19:00 EDT | Indios | 0:2(0:1) | Pachuca · Christian Giménez 18' · Luis Montes 85' | Estadio Olímpico Benito Juárez, Ciudad Juárez Sędzia: Paul Enrique Delgadillo |
|                        |        |          |                                                   |                                                                               |

| 24 maja 2009 18:05 EDT | Pachuca · José María Cárdenas 13' · Blas Pérez 90'+1 | 2:3(1:1) | Indios · Edwin Santibáñez 42' · Juan Pablo Rodríguez 61' · Ezequiel Maggiolo 81' | Estadio Hidalgo, Pachuca Sędzia: Armando Archundia Téllez |
|                        |                                                      |          |                                                                                  |                                                           |

#### UNAM Pumas - Puebla
| 20 maja 2009 20:00 EDT | Puebla · Alejandro Acosta 12' | 1:2(1:0) | UNAM Pumas · Martín Bravo 75' · Marco Antonio Palacios 90'+2 | Estadio Cuauhtémoc, Puebla Sędzia: Francisco Chacón Gutiérrez |
|                        |                               |          |                                                              |                                                               |

| 23 maja 2009 17:00 EDT | UNAM Pumas · Darío Verón 89' | 1:2(0:2) | Puebla · Sergio Pérez 3' (k.) · Daniel Osorno 29' | Estadio Olímpico Universitario, m. Meksyk Sędzia: Marco Antonio Rodríguez |
|                        |                              |          |                                                   |                                                                           |

### Finał

#### UNAM Pumas - Pachuca
| 28 maja 2009 21:05 EDT | UNAM Pumas · Dante López 21' | 1:0(1:0) | Pachuca | Estadio Olímpico Universitario, m. Meksyk Sędzia: Francisco Chacón Gutiérrez |
|                        |                              |          |         |                                                                              |

| 31 maja 2009 19:05 EDT | Pachuca · Christian Giménez 32' (k.) · Christian Giménez 78' | 2:2, po dogrywce(1:0, 2:1) | UNAM Pumas · Dante López 62' · Pablo Barrera 107' | Estadio Hidalgo, Pachuca Sędzia: Paul Enrique Delgadillo |
|                        |                                                              |                            |                                                   |                                                          |

## Nagrody
| Nagroda                       | Piłkarz              | Zespół     |
| ----------------------------- | -------------------- | ---------- |
| Najlepszy piłkarz             | Christian Giménez    | Pachuca    |
| Najlepszy trener              | Ricardo Ferretti     | UNAM Pumas |
| Najlepszy bramkarz            | José de Jesús Corona | Tecos UAG  |
| Najlepszy boczny obrońca      | Mario Méndez         | Toluca     |
| Najlepszy środkowy obrońca    | Paulo da Silva       | Toluca     |
| Najlepszy defensywny pomocnik | Israel Castro        | UNAM Pumas |
| Najlepszy ofensywny pomocnik  | Christian Giménez    | Pachuca    |
| Najlepszy napastnik           | Héctor Mancilla      | Toluca     |
| Odkrycie roku                 | Jorge Gastelum       | Morelia    |
| Złoty But                     | Héctor Mancilla      | Toluca     |

## Najlepsi strzelcy
| Miejsce | Piłkarz           | Zespół        | Gole |
| ------- | ----------------- | ------------- | ---- |
| 1       | Héctor Mancilla   | Toluca        | 14   |
| 2       | Salvador Cabañas  | Club América  | 13   |
| 3       | Miguel Sabah      | Morelia       | 11   |
| 4       | Humberto Suazo    | Monterrey     | 9    |
| 4       | Christian Giménez | Pachuca       | 9    |
| 6       | Blas Pérez        | Pachuca       | 8    |
| 7       | Álvaro González   | Puebla        | 7    |
| 7       | Alfredo Moreno    | Necaxa        | 7    |
| 7       | Cristian Benítez  | Santos Laguna | 7    |
| 7       | Danilinho         | Jaguares      | 7    |
| 7       | Martín Bravo      | UNAM Pumas    | 7    |
| 7       | Adolfo Bautista   | Jaguares      | 7    |

## Tabela spadkowa
Klub o najgorszej średniej liczbie punktów w przeliczeniu na jeden mecz z ostatnich trzech sezonów spędzonych w najwyższej klasie rozgrywkowej automatycznie spada do drugiej ligi (Liga de Ascenso).
| Miejsce | Klub          | Wszystkie punkty | Wszystkie mecze | Średnia |
| ------- | ------------- | ---------------- | --------------- | ------- |
| 1       | Toluca        | 170              | 102             | 1.6667  |
| 2       | Pachuca       | 168              | 102             | 1.6471  |
| 3       | Chivas        | 167              | 102             | 1.6373  |
| 4       | Cruz Azul     | 153              | 102             | 1.5000  |
| 5       | San Luis      | 152              | 102             | 1.4902  |
| 6       | UNAM Pumas    | 147              | 102             | 1.4412  |
| 7       | Santos Laguna | 146              | 102             | 1.4314  |
| 8       | Club América  | 140              | 102             | 1.3725  |
| 9       | Atlante       | 138              | 102             | 1.3529  |
| 10      | Morelia       | 131              | 102             | 1.2843  |
| 11      | Atlas         | 130              | 102             | 1.2745  |
| 12      | Monterrey     | 129              | 102             | 1.2647  |
| 13      | Indios        | 42               | 34              | 1.2353  |
| 14      | Jaguares      | 125              | 102             | 1.2255  |
| 15      | Tecos UAG     | 122              | 102             | 1.1961  |
| 16      | Puebla        | 79               | 68              | 1.1618  |
| 17      | Tigres UANL   | 112              | 102             | 1.0980  |
| 18      | Necaxa        | 110              | 102             | 1.0784  |